# Glitzernder Asphalt
Glitzernder Asphalt (Originaltitel: Street Smart) ist ein US-amerikanisches Filmdrama aus dem Jahr 1987. Die Regie führte Jerry Schatzberg, das Drehbuch schrieb David Freeman. Die Hauptrolle spielte Christopher Reeve.

## Handlung
Dem New Yorker Reporter Jonathan Fisher droht Jobverlust. Er stellt seinem Chef Ted Avery einige Ideen für einen neuen Artikel vor, aber keine findet Zustimmung. Schließlich verspricht Fisher, ein Interview mit einem in der Gegend um Times Square tätigen Zuhälter zu liefern. Er hat nur wenige Tage Zeit bis zum Redaktionsschluss.
Der als Fast Black bekannte Zuhälter und sein Helfer besuchen eine der Prostituierten. Sie wird gerade von ihrem Kunden geschlagen. Fast Black schlägt den Mann, der einen Herzinfarkt bekommt und stirbt. Fast Black wird festgenommen, aber auf Kaution freigelassen. Der Staatsanwalt will ihn des Mordes anklagen.
Fishers Recherchen ergeben nicht genügend Material. Er lernt zwar die Prostituierte Punchy kennen, aber kommt an keinen Zuhälter heran. Seine Freundin Alison Parker schlägt vor, dass sie ihn bei den Recherchen begleitet. Sie wird in einer Bar von einem Mann belästigt und weint. Fisher erfindet in der darauffolgenden Nacht die Geschichte über einen Zuhälter. Avery ist begeistert. Fisher macht zusätzlich zu seiner früheren Arbeit Fernsehreportagen.
Der gegen Fast Black ermittelnde Staatsanwalt zeigt Interesse an der beschriebenen Person, die er mit dem Beschuldigten identifiziert. Er besucht Fisher und fordert Hintergrundinformationen. Der Reporter wird vor Gericht vorgeladen und aufgefordert, sämtliche Notizen auszuhändigen. Da Fisher es ablehnt, wird er in Beugehaft genommen. Währenddessen wird er in den Medien gefeiert. Avery lobt seine ethischen Prinzipien.
Parker meint hingegen, Fisher habe sich verändert und würde mit der Lüge gut leben. Sie verlässt ihn.
Fast Black schlägt dem freigelassenen Fisher vor, dass sie gemeinsam Notizen anfertigen, die Fast Black ein Alibi geben würden. Dies würde die Probleme beider Männer lösen. Fisher lehnt es ab. Stattdessen offenbart er dem Richter, dass er den Artikel erfand, aber ihm wird nicht geglaubt. Fisher wird erneut in Beugehaft genommen.
Um auf den Journalisten Druck auszuüben, foltert Fast Black die für ihn arbeitende Punchy, die sich inzwischen mit Fisher anfreundete. Sein Helfer verletzt Parker, daraufhin willigt Fisher ein. Der Staatsanwalt droht ihm mit Gefängnis.
Punchy besucht den Staatsanwalt und will aussagen. Fast Black tötet sie.
Fisher filmt heimlich, als Fast Blacks Helfer Geld von einer der Prostituierten nimmt. Er zeigt die Aufnahme dem Mann, der deswegen erschrocken ist. Als der nichtswissende Fast Black mit seinem Helfer sprechen will, gerät der Mann in Panik und erschießt Fast Black. Fisher berichtet vor der Kamera darüber.

## Kritiken
Roger Ebert schrieb in der Chicago Sun-Times vom 20. März 1987, dass der Film ein „kluger Thriller“ sei. Er lobte die „wundervollen“ Darstellungen von Morgan Freeman und Kathy Baker. Die Handlung wäre interessanter, wenn sie realistischer wäre. Die zweite Filmhälfte wirke wie eine Ansammlung der Szenen aus zwei verschiedenen Filmen. Das Ende sei eine „Enttäuschung“.
Dietrich Kuhlbrodt schrieb in epd Film 10/1987, dass Christopher Reeve als Journalist unglaubwürdig wirke und „überhaupt keine Rollen spielen“ könne. Die Charaktere der Zuhälter seien „blaß und fade“, außerdem fehle jegliche Entwicklung der Charaktere. Dem Film fehle darüber hinaus die „Manhattan-Authentizität“.

## Auszeichnungen
Morgan Freeman wurde im Jahr 1988 für den Oscar und für den Golden Globe Award nominiert. Er gewann 1987 den Los Angeles Film Critics Association Award sowie den New York Film Critics Circle Award und 1988 den Independent Spirit Award sowie den National Society of Film Critics Award.
Kathy Baker gewann im Jahr 1988 den Boston Society of Film Critics Award und den National Society of Film Critics Award. Sie wurde 1988 für den Independent Spirit Award nominiert.

## Hintergründe
Die Dreharbeiten fanden in New York City und in Montreal statt. Der Film spielte in den Kinos der USA 1,119 Millionen US-Dollar ein.